# ウエベルマンニア・ペクティニフェラ
ウエベルマンニア・ペクティニフェラ（学名：Uebelmannia pectinifera、ユーベルマニア・ペクチニフェラ）は、ウエベルマンニア属に属するサボテンである。ブラジルミナスジェライス州に分布する。学名はUebelmanniaがスイスのサボテン蒐集家Werner Uebelmannへの献名、pectiniferaはラテン語として造語された単語で、「櫛を運ぶもの」と言った意味がある。
ディアマンティーナ近郊、標高650-1350m付近のサバナや岩場に分布。単頭で、15cm程度の高さまでは球形だが、その後柱サボテン状になり最大で高さ50～80cmに達する。ある程度の大きさになると棘座が連続する独特の見た目になる。花は黄色で1.5cmほどの漏斗状。早春から晩夏にかけて散発的に開花する。
ENDANGERED (IUCN Red List Ver. 3.1 (2001))